# Самурзакан (футбольный клуб)
«Самурзакан» — абхазский футбольный клуб из города Гал. Постоянный участник розыгрыша Чемпионата Абхазии по футболу.

## История
Клуб основан в 1980 году. Получив название в честь средневекового княжества Самурзакан, располагавшегося на территории современного города Гал. Название «Самырзакан» происходит от имени владетельного князя Мырзакана.

## Стадион
Домашние матчи команда проводит на Центральном стадионе города Гал с вместимость около 6000 мест.